# King Kong
King Kong, también conocido simplemente como Kong, es un monstruo ficticio, o kaiju, similar a un gorila, que proviene de la Isla Calavera. Ha protagonizado numerosas películas y se ha convertido en uno de los íconos de la cultura popular moderna. Ha sido apodado el Rey de las Bestias y con el tiempo también se le otorgaría el título de la Octava Maravilla del Mundo, una expresión ampliamente reconocida dentro de la franquicia.
Apareció en pantalla por primera vez en la película King Kong de 1933, siendo una de las primeras y más famosas películas de monstruos gigantes. Ese mismo año siguió rápidamente una secuela con El hijo de Kong, protagonizada por Little Kong. Toho produjo King Kong vs. Godzilla (1962), que presenta a un Kong mucho más gigantesco luchando contra Godzilla y King Kong Escapes de Toho (1967), una película basada libremente en The King Kong Show de Rankin/Bass (1966-1969). En 1976, Dino De Laurentiis produjo una nueva versión moderna de la película original dirigida por John Guillermin. Una secuela, King Kong Lives, siguió una década después con Lady Kong. Otra nueva versión del original, esta vez ambientada en 1933, fue lanzada en 2005 por el cineasta Peter Jackson.
Kong: Skull Island (2017), ambientada en 1973, es parte de MonsterVerse de Warner Bros. Pictures y Legendary Entertainment, que comenzó con un reinicio de Godzilla en 2014. Dos secuelas, Godzilla vs. Kong de 2021 y Godzilla y Kong: El nuevo imperio de 2024, enfrentan a los personajes entre sí.
El personaje de King Kong se ha convertido en uno de los íconos cinematográficos más famosos del mundo, ha sido el protagonista de varias películas, además de haber aparecido en otros medios, como series de televisión, libros, videojuegos o cómics, habiendo inspirado numerosas secuelas, remakes, spin-offs, imitaciones, parodias, dibujos animados, atracciones en parques temáticos y una obra de teatro. King Kong también pasó a otras franquicias como Planeta de los simios, y encontró personajes de otras franquicias en medios cruzados, como el monstruo de la película Toho, Godzilla, los personajes Doc Savage y Tarzán, y la Liga de la Justicia. Su papel en las diferentes narrativas varía, desde un monstruo atroz hasta un antihéroe trágico.

## Descripción
En la película original de 1933, Carl Dehnam, un director de cine inquieto y audaz, planea hacer un peligroso viaje hacia una isla de la cual solo él sabe cómo llegar. Su objetivo: filmar a una leyenda llamada Kong, un temible monstruo. Tiene casi todo lo necesario: el mapa de la isla, poderosas bombas de gas, hombres bien armados pero le falta lo más importante: una hermosa protagonista. Con la premura de zarpar antes de que las autoridades del puerto le descubran su raro cargamento se lanza a la ciudad de Nueva York en búsqueda de la mujer. Una afortunada coincidencia lo reúne con una bella señorita (Ann Darrow) la cual acaba por aceptar los planes de Denham para hacerla una actriz famosa ya que ella ha padecido los estragos de la época de la Gran Depresión de los Estados Unidos. Así comienza el emocionante viaje hacia la Isla Calavera. Durante la travesía Ann se enamora del segundo de a bordo, Jack Driscoll. Una vez en la isla se dan cuenta de que Kong es adorado como un dios por los nativos y le ofrecen como sacrificio a doncellas para calmar su furia. Denham expone a la tripulación al querer filmar el ritual y es en ese momento que los nativos proponen a cambio algunas de sus mujeres por Ann ya que piensan que sería un mejor tributo para Kong. Al no lograrlo se las ingenian para secuestrarla en la noche y dársela a Kong. Así, Ann es amarrada en un altar al que llega Kong (un gorila de dimensiones gigantescas) quien la observa complacido y cautivado la lleva a sus dominios en la selva. El rescate de la muchacha lo llevan a cabo muchos valientes marineros pero en la isla habitan diversas criaturas prehistóricas que junto con Kong casi exterminan a los rescatadores. Solo sobreviven Denham y Driscoll, el primero logra regresar a pedir ayuda mientras que el segundo consigue arrebatarle la mujer a Kong. Furioso por su pérdida el gorila los persigue hasta la misma muralla la cual destroza al igual que gran parte de la aldea. Denham logra lanzarle una bomba de gas en una cueva con mucha agua que lo hace caer inconsciente y decide llevarlo encadenado a Nueva York con el fin de montar un grandioso espectáculo.
Es exhibido ante un numeroso público, donde se le presenta con el sobrenombre de King (rey en inglés). Durante su primera aparición en público, Kong consigue escapar, busca a su adorada Ann y la vuelve a capturar entre sus garras y la lleva hasta el edificio más alto de la ciudad (en la película de 1976 son las Torres Gemelas, y en las de 1933 y 2005 es el Empire State) en donde es abatido por biplanos y cae al vacío, muriendo. En la calle el cuerpo exánime de Kong es rodeado por gente curiosa y un policía le dice a Denham que por fin los aviones terminaron con el monstruo y este corrige diciendo "no fueron los aviones, fue la bella quien mató a la bestia".

## Filmografía
Existen varias películas sobre King Kong:
- King Kong (1933). La película clásica original, recordada por sus pioneros efectos especiales usando la técnica stop-motion, por sus animatronics y su historia de la Bella y la Bestia.
- El hijo de Kong (1933). Una secuela estrenada el mismo año, que trata sobre el retorno de una expedición a Isla Calavera y el descubrimiento del hijo de Kong.
- King Kong vs. Godzilla (1962). En esta película japonesa de los Estudios Toho, unos marineros encuentran en la Isla del Faro (ubicada cerca de Japón) un enorme gorila y deciden llevarlo a Japón para que acabe con Godzilla, un enorme dinosaurio mutante que se encuentra atemorizando a todo el país. En esta versión, el simio tenía la particularidad de ser más grande, alcanzando de esa forma la altura de Godzilla, y sus brazos conducían electricidad. Fue la primera película en color en la que aparecen tanto Kong como Godzilla.
- King Kong Escapes (1967). Al igual que la anterior, es una película japonesa dirigida por Ishiro Honda.
- King Kong (1976). Remake del productor italiano Dino De Laurentiis, producido por la Paramount y dirigido por John Guillermin. protagonizada por Jessica Lange y Jeff Bridges. Tuvo un gran éxito comercial desde el momento de su estreno (no así de crítica), y ganó un Oscar por sus efectos especiales.
- King Kong 2 (King Kong lives) (1986). Producida por De Laurentiis Entertainment Group (DEG), la secuela de la versión de 1976 fue dirigida también por John Guillermin y protagonizada por Linda Hamilton y Brian Kerwin. El argumento continúa en el punto donde finalizó su antecesora, al descubrir que Kong sobrevive a su caída de lo alto del World Trade Center y a los disparos de los helicópteros, así que para su recuperación, requiere una operación coronaria. En esta película se incluye una hembra de la especie de Kong, con la cual tiene un hijo, después de que Kong muera.
- King Kong (2005). Un remake de la película original producido por Universal Pictures y dirigido por el ganador del Oscar Peter Jackson, director de la trilogía cinematográfica de El Señor de los Anillos, y protagonizada por Naomi Watts, Adrien Brody y Jack Black. Con más de tres horas de duración, es la película de King Kong más larga. Fue ganadora de tres Premios Óscar.
- Kong: La Isla Calavera (2017). Ambientada en la década de 1970 y dirigida por Jordan Vogt-Roberts, supone un nuevo reinicio de la historia.[7] Está protagonizada por Tom Hiddleston y Brie Larson.
- Godzilla vs. Kong (2021).  Es una secuela de Godzilla: King of the Monsters (2019) y Kong: Skull Island (2017), y será la cuarta película del MonsterVerse de Legendary Entertainment. La película también será la 36.ª película de la franquicia Godzilla, la 12.ª película de la franquicia King Kong y la cuarta película de Godzilla que será producida completamente por un estudio de Hollywood. Está protagonizada por Alexander Skarsgård, Rebecca Hall, Kaylee Hottle, Millie Bobby Brown, Julian Dennison, Brian Tyree Henry y Eiza González.

### Inspiración para otras películas
- El gran gorila (1949). El codirector del King Kong original, Ernest B. Schoedsack, retomó el tema del gorila gigante. En esta ocasión el personaje es un gorila africano criado por una joven con la que irá a Estados Unidos, donde se convertirá en una atracción hasta que, enfurecido por la maldad de los hombres, será causante de una catástrofe. Sin embargo acabará salvando a varios niños de un incendio y, a diferencia del trágico fin de King Kong, este gorila regresará a África.

- Mi gran amigo Joe (1998). Es una nueva versión de la película anterior, dirigida por Ron Underwood y protagonizada por Charlize Theron y Bill Paxton.

## King Kong de Toho

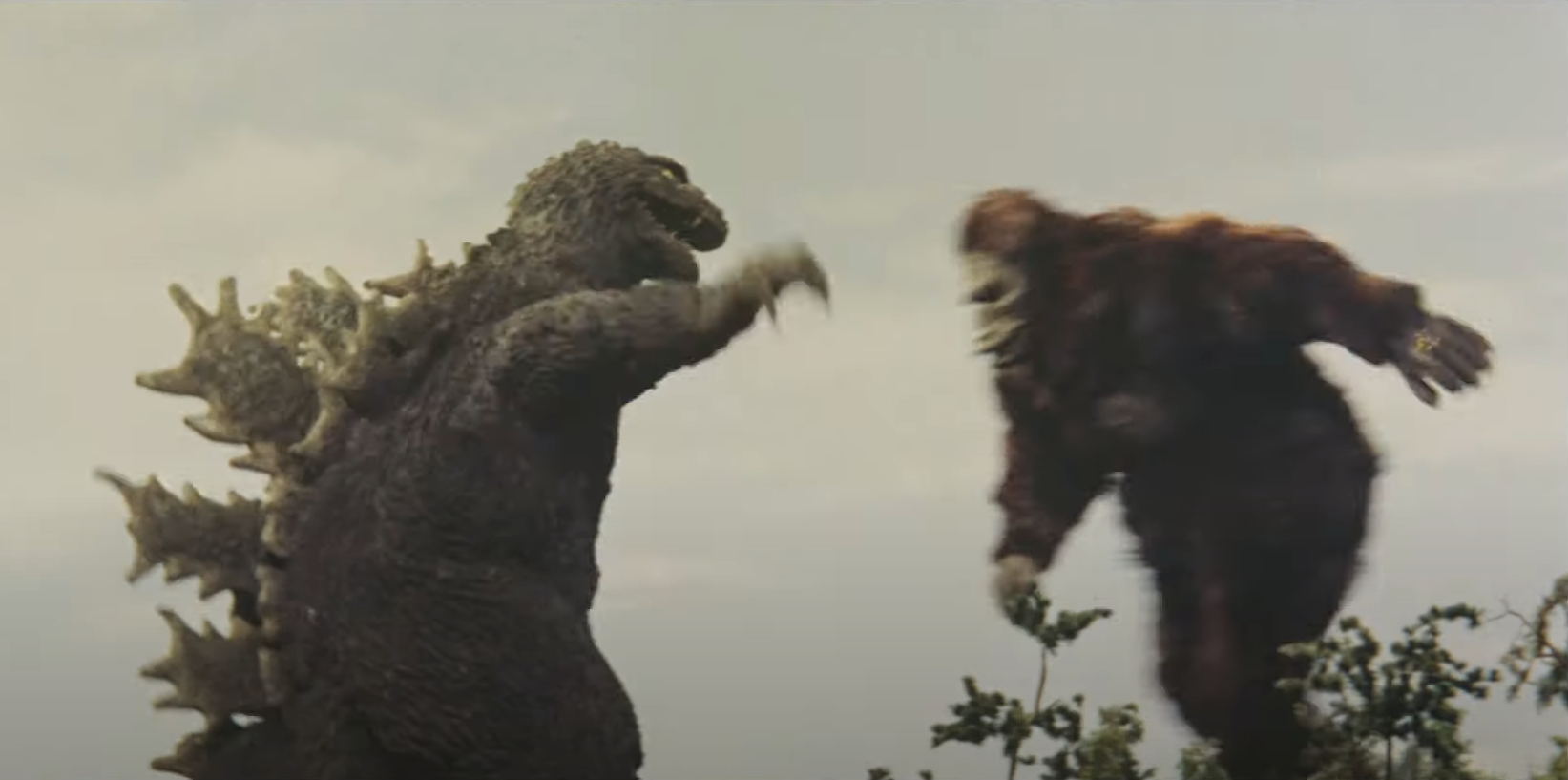
Enfrentamiento entre King Kong vs. Godzilla (1962).

Este King Kong es una versión de los estudios Toho del King Kong de Cooper. Apareció en las películas King Kong vs. Godzilla (1962) y King Kong Escapes (1967). Este Kong es muy diferente del original, en poderes y debilidades. Además, cambia de origen, en vez de venir desde la Isla de la Calavera, viene desde la Isla Faro. También, esta versión de King Kong aparecería de manera seleccionable en el videojuego Godzilla Unleashed (y de hecho fue casi terminado), pero fue desechado debido a que se quiso evitar una comparación con la versión de Peter Jackson de año 2005.
En King Kong vs. Godzilla, Kong se escaló hasta alcanzar los 45 m (148 pies) de altura. A esta versión de Kong se le dio la capacidad de recolectar electricidad como arma y obtener fuerza del voltaje eléctrico. En King Kong Escapes, Kong se escaló hasta alcanzar 20 m (66 pies) de altura. Esta versión era más similar a la original, donde confiaba en la fuerza y la inteligencia para luchar y sobrevivir. En lugar de residir en la Isla Faro, como en la versión deKing Kong vs. Godzilla, reside en la Isla Mondo en King Kong Escapes.

## Animación
- The King Kong Show (1966-1969). En esta serie de dibujos animados para televisión, coproducida por Estados Unidos y Japón, un amistoso King Kong conoce a la familia Bond, con quien corre numerosas aventuras luchando contra monstruos, robots, científicos locos y otros peligros.[10]
- The Mighty Kong (1998). Musical de dibujos animados estilo Disney que relata la historia de la película original de 1933. La protagonista es la actriz Ann Darrow que sale en la expedición con el director Carl Denham. Apuntando a la audiencia infantil, los eventos de la historia original han sido cambiados para eliminar la violencia y muerte, de modo que King Kong al final sobrevive.[11]
- Kong: The Animated Series (2000-2001). Una producción animada norteamericana ambientada varias décadas después de la versión original. En ella, Kong es clonado por una científica y vive varias aventuras ayudando a gente en problemas. Su principal amigo es el joven Jason quien posee la habilidad del Cyberlink, con el cual puede fusionarse a Kong y llevarlo dentro de su cuerpo hasta que sea necesario.[12]
- Kong: King of Atlantis (2005). Película que continúa la historia de la serie de televisión del año 2000. Kong y Jason se enfrentan con una villana llamada Reptilia que busca traer de regreso a la pérdida ciudad de Atlantis e intenta engañar a Kong para que se ponga de su lado.[13]
- Kong: Return to the Jungle (2006). Película hecha con gráficos por computadora estilo cel-shading que continúa las aventuras de la serie de televisión del año 2000. Jason y su amigo Eric se enteran de la aparición de un nuevo zoológico de alta tecnología que busca capturar a los monstruos para convertirlos en sus principales atracciones.[14]